# Рафиков, Булат Загреевич
Булат Загреевич Рафиков (баш. Булат Заһрый улы Рафиҡов; 4 августа 1934, Давлеткулово, Башкирская АССР — 26 апреля 1998, Уфа) — башкирский писатель и поэт, переводчик, драматург, журналист. Член Союза писателей Башкирской АССР (1978). Заслуженный работник культуры Башкирской АССР (1984). Лауреат Государственной премии Башкирской АССР им. Салавата Юлаева (1990).

## Биография
Рафиков Булат Загреевич родился 4 августа 1934 года в деревне Давлеткулово Мелеузовского района Башкирской АССР в семье учителя. Булат учился в школе, после войны работал курьером в колхозе. Окончил Стерлитамакское педагогическое училище.
В 1959 году окончил с «красным» дипломом Башкирский государственный университет (ныне Уфимский университет науки и технологий), где был Сталинским стипендиатом. Будучи студентом, Булат Рафиков печатался в республиканских газетах и журналах. По окончании университета работал заместителем директора школы деревни Верхнеюлдашево Мелеузовского района.
В 1960—1970 гг. работал в редакции газеты «Ленинец». С 1970 года являлся заведующим отделом публицистики и очерков в редакции журнала «Пионер», а с 1972 года — сотрудником газеты «Восход».
С 1973 года работал в газете «Совет Башкортостаны», а с 1974 по 1977 годы был заведующим отделом информации той же редакции.
В 1977—1998 гг. с перерывами работал в журнале «Агидель»:
- в 1977—1980 гг. — ответственным секретарём,
- в 1980—1981 гг. — заместителем главного редактора,
- с 1988 года — главным редактором.

В 1981—1988 гг. являлся ответственным секретарём правления Союза писателей Башкирской АССР.
В 1994—1998 гг. одновременно являлся председателем Совета аксакалов башкирских родов.
26 апреля 1998 года умер в городе Уфе, был похоронен в родной деревне.

## Творческая деятельность
Первая книга стихов писателя «Ғәжәбстан» («Страна чудес») вышла в 1965 году.
Рафиков Б. З. является автором поэтических сборников «Кисеүҙәр» (1977; «Броды»), «Йыһан сәғәтсеһе» (1982; «Часовщик Вселенной»), повестей «Тауҙарҙа ҡар иртә ята» (1978; «В горах снег ложится рано»), «Үр елдәре» (1984; «Ветры верховые»), «Эйәрләнгән ат» (1990; «Осёдланный конь»); фантастических повестей «Лоулла» (1981), «Йыһан азаматтары» (1987; «Азаматы Вселенной»), романов «Ахырызаман көткәндә» (1993; «В ожидании конца света», 1996), «Көнгәк» (1995; «Кунгак»), «Үлсәү йондоҙлоғо» (1997; «Созвездие Весов»), «Ҡараһаҡал» (1989; в рус. пер. «Карасакал», 2001), книг для детей «Һүҙҙәр аҙаш — ҡурҡмай аҙаш» (1995; «Я потеряться не боюсь»), пьес «Наше время — в наших руках» и «Башкир из Парижа».
Его пьесы шли на сцене Стерлитамакского драматического театра.
Во многих произведениях писатель обращается к проблемам бережного отношения к обычаям и обрядам, родному языку, культуре.

## Награды и звания
- Орден Дружбы народов (11 апреля 1994 года) — за заслуги в развитии и пропаганде многонациональной литературы России[1].
- Заслуженный работник культуры Башкирской АССР (1984).
- Государственная премия Башкирской АССР им. Салавата Юлаева (1990).

## Память
- Имя Булата Рафикова присвоено улицам деревни Давлеткулово, городов Баймака, Ишимбая и Мелеуза.
- В 2000 году, согласно Постановлению Кабинета Министров Республики Башкортостан, школе села Корнеевка Мелеузовского района присвоено имя Булата Рафикова[2]. Во дворе школы был установлен бюст писателя, кроме того его имя было присвоено аллее села Корнеевка.
- В городе Уфе на доме, где жил писатель, установлена мемориальная доска.
- В 1999 году Администрацией Мелеузовского района была учреждена премия имени Булата Рафикова.